# Жемчужный (Краснодарский край)
Жемчу́жный — посёлок в Крымском районе Краснодарского края.
Входит в состав Нижнебаканского сельского поселения.

## География
Посёлок расположен на берегу реки Баканка, на расстоянии 20 км к западу от Крымска, административного центра района. Севернее посёлка проходит автомобильная трасса А146 и железная дорога, связывающая Крымск и Новороссийск.

## Население
| 2010 |
| ---- |
| 280  |

## Улицы
| - ул. Заречная, - ул. Лесная, - пер. Лесной, - ул. Речная, | - ул. Средняя, - ул. Центральная, - ул. Шоссейная. |